# Cupressus madeirensis
Cupressus madeirensis là một loài thực vật hạt trần trong họ Cupressaceae. Loài này được T.E.Bowdich mô tả khoa học đầu tiên năm 1825.